# Cardiophorus magnanii
Cardiophorus magnanii là một loài bọ cánh cứng trong họ Elateridae. Loài này được Platia, Furlan & Gudenzi miêu tả khoa học năm 2002.